# My Name Is My Name
My Name Is My Name é o primeiro álbum de estúdio do rapper americano Pusha T. Foi lançado em 7 de outubro de 2013, pela GOOD Music e Def Jam Recordings . Antes do anúncio do álbum, Pusha T lançou a mixtape Fear of God e o EP Fear of God II: Let Us Pray durante 2011, além de colaborar na coletânea Cruel Summer do GOOD Music (lançada em 2012). Em 2013, ele também lançou outra mixtape Wrath of Caine . A produção do álbum foi feita principalmente por Kanye West, junto com vários produtores, incluindo Pharrell Williams, The-Dream, Hudson Mohawke, Sebastian Sartor, Don Cannon, Swizz Beatz, Rico Beats, Mano e Nottz . Também conta com participações especiais de Rick Ross, Jeezy, 2 Chainz, Big Sean, Future, Pharrell Williams, Chris Brown e Kendrick Lamar, entre outros.

## Plano de fundo
Depois de estabelecer sua carreira solo, ao assinar um contrato com a GOOD Music em setembro de 2010, Pusha T lançou seu primeiro projeto solo, uma mixtape, intitulada Fear of God (2011). Após o lançamento de sua mixtape, ele lançou seu primeiro EP, uma sequência da mixtape, intitulada Fear of God II (2011). Após o lançamento de seu EP, Pusha T começou a trabalhar em seu álbum de estreia, e na época incluía  produção de Kanye West, The Neptunes, Bangladesh, Ryan Leslie e Alex da Kid. Depois de continuar trabalhando em seu primeiro álbum completo, originalmente previsto para ser lançado em 2012, ele foi adiado devido à sua participação na primeira compilação do GOOD Music Cruel Summer (2012).
Em 2012, em entrevista, Pusha T falou sobre a inspiração do título do álbum. "Basicamente, tentei escolher um título que incorporasse quem eu sou como artista. Queria que as pessoas entendessem que Pusha é tudo o que eu realmente sou. Na verdade, há uma linha em 'Pain' onde digo "Meu nome é meu nome", essa frase vem de Marlo Stanfield da série The Wire. Foi uma das frases de efeito mais proeminentes que ele disse no final da série. Ele era basicamente dizendo, eu sou quem eu sou, eu mantenho meu nome, eu vivo isso, eu realmente senti que minha presença estava incorporada no jogo do rap." Pusha T anunciou o novo título de seu álbum em novembro de 2012, junto com Spin relatando que seu álbum foi adiado até 2013. Em 19 de março de 2013, Pusha T disse que o álbum incluiria 13 músicas e que ele já havia finalizado 11 dessas músicas.

## Desempenho comercial
My Name Is My Name estreou na quarta posição na Billboard 200 dos EUA, vendendo 74 mil cópias em sua primeira semana de lançamento. Em sua segunda semana, o álbum caiu para a 14ª posição na Billboard 200, vendendo mais 20.000 cópias. Em sua terceira semana, o álbum caiu para mais doze posições, vendendo mais 10 mil cópias nos Estados Unidos.
Internacionalmente, o álbum alcançou a posição 56 na UK Albums Chart,  número 36 na Dinamarca,  e número 98 na Suíça.  Também alcançou sucesso em outros países, como França e Bélgica.

## Lista de músicas
| N.º            | Título                                  | Compositor(es)                                                    | Producer(s)                     | Duração |  |
| 1.             | "King Push"                             |                                                                   | West Sartor                     |         |  |
| 2.             | "Numbers on the Boards"                 | Thornton West Nayvadius Wilburn Laxmikant–Pyarelal Anand Bakshi   | Cannon West 88-Keys [b]         |         |  |
| 3.             | "Sweet Serenade (com Chris Brown)"      | Terrence Thornton Kanye West Sebastian Sartor                     | Swizz Beatz West [b]            |         |  |
| 4.             | "Hold On (com Rick Ross)"               | Thornton Birchard Bobby "Beewirks" Yewah Jay Jenkins Kevin Cossom | West Hudson Mohawke             |         |  |
| 5.             | "Suicide (com Ab-Liva)"                 |                                                                   | Williams                        |         |  |
| 6.             | "40 Acres (com The-Dream)"              |                                                                   | Rico Beats The-Dream            |         |  |
| 7.             | "No Regrets (com Jeezy e Kevin Cossom)" | Thornton Nash John Glass Jeppe Thybo Nick Johnsen                 | Hudson Mohawke Beewirks [a]     |         |  |
| 8.             | "Let Me Love You (com Kelly Rowland)"   |                                                                   | The-Dream Glass John [b]        |         |  |
| 9.             | "Who I Am (com 2 Chainz e Big Sean)"    | Thornton Ricardo Lamarre Terius Nash                              | West Mano                       |         |  |
| 10.            | "Nosetalgia (com Kendrick Lamar)"       | Thornton Williams                                                 | Nottz West The Twilite Tone [b] |         |  |
| 11.            | "Pain (com Future)"                     |                                                                   | West No I.D. [a]                |         |  |
| 12.            | "S.N.I.T.C.H. (com Pharrell Williams)"  |                                                                   | Williams                        |         |  |
| Duração total: | Duração total:                          | Duração total:                                                    | Duração total:                  | 46:25   |  |

Notas
- ↑a  significa co-produtor
- ↑b  significa produtor adicional
- "Hold On" contem vocais não creditados de Kanye West[12]

Créditos de amostra
- "Numbers on the Boards" contém samples de "Shake Your Booty", escrita e interpretada por Bunny Sigler ; samples de "Intro / A Million And One Questions / Rhyme No More", escrita por Jay-Z e Chris Martin interpretada pelo primeiro; e amostras de "Pots and Pans", escritas e interpretadas por Anthony King e John Matthews, incluídas na compilação Nuggets de Luke Vibert .
- "Hold On" contém samples de "Ghet-To-Funk", escrita por W. Norman interpretada por Duralcha.
- "Let Me Love You" contém samples de "Audition", escrita por Jeppe Thybo e Nick Johnsen interpretada por The Robotboys.
- "Who I Am" contém samples de "UFO", escrita por R. Scroggins interpretada pela ESG ; e samples de "LGOYH", escrita e interpretada por Kwes .
- "Nosetalgia" contém samples de " The Bridge Is Over ", escrita por Scott La Rock e Lawrence Parker interpretada pela Boogie Down Productions ; amostras de " (If Loving You Is Wrong) I Don't Want to Be Right ", escrita por Homer Banks, Carl Hampton e Raymond Jackson interpretada por Bobby Bland ; e samples de "Do You Like Scratchin'", escrita por Trevor Horn e Malcolm McLaren interpretada por Malcolm McLaren .
- "Pain" contém samples de " My Name Is Anthony Gonsalves ", escrita por Laxmikant – Pyarelal e Anand Bakshi interpretada por Kishore Kumar .

## Gráficos
| Chart (2013)                            | Peak position |
| --------------------------------------- | ------------- |
| Bélgica (Ultratop Flandres)             | 120           |
| Bélgica (Ultratop Valônia)              | 159           |
| Dinamarca (Hitlisten)                   | 36            |
| França (SNEP)                           | 197           |
| Suíça (Schweizer Hitparade)             | 98            |
| Reino Unido (Official Albums Chart)     | 56            |
| Reino Unido (UK R&B Albums Chart)       | 6             |
| Estados Unidos (Billboard 200)          | 4             |
| Estados Unidos (Top R&B/Hip Hop Albums) | 2             |

| Chart (2013)                          | Position |
| ------------------------------------- | -------- |
| US Top R&B/Hip-Hop Albums (Billboard) | 49       |

| Chart (2014)                          | Position |
| ------------------------------------- | -------- |
| US Top R&B/Hip-Hop Albums (Billboard) | 78       |

## Histórico de lançamento
| Região         | Data                 | Rótulo | Formatar | Ref.   |
| -------------- | -------------------- | ------ | -------- | ------ |
| Austrália      | 7 de outubro de 2013 |        |          | [ 24 ] |
| Bélgica        | 7 de outubro de 2013 | [ 25 ] |          |        |
| França         | 7 de outubro de 2013 | [ 26 ] |          |        |
| Alemanha       | 7 de outubro de 2013 | [ 27 ] |          |        |
| Irlanda        | 7 de outubro de 2013 | [ 28 ] |          |        |
| Itália         | 7 de outubro de 2013 | [ 29 ] |          |        |
| Holanda        | 7 de outubro de 2013 | [ 30 ] |          |        |
| Nova Zelândia  | 7 de outubro de 2013 | [ 31 ] |          |        |
| Noruega        | 7 de outubro de 2013 | [ 32 ] |          |        |
| Espanha        | 7 de outubro de 2013 | [ 33 ] |          |        |
| Suécia         | 7 de outubro de 2013 | [ 34 ] |          |        |
| Suíça          | 7 de outubro de 2013 | [ 35 ] |          |        |
| Reino Unido    | 7 de outubro de 2013 | [ 36 ] |          |        |
| Canadá         | 8 de outubro de 2013 |        | [ 37 ]   |        |
| Estados Unidos | 8 de outubro de 2013 | [ 38 ] |          |        |